# Sigurd Haugen
Sigurd Hauso Haugen (født 17. juli 1997 i Haugesund) er en norsk fodboldspiller, der spiller for tyske TSV 1860 München. Han kom hertil fra AGF i juli 2025 og har desuden spillet for blandt andet norske, belgiske, hollandske og tyske klubber.

## Klubkarriere
Haugen spillede i forskellige klubber i Vestnorge, inden han kom til Odds BK, hvor han kom første gang spillede seniorfodbold i 2016. I 2018 skiftede han til Sogndal Fotball i den næstbedste række i Norge. Efter en god sæson her med 25 mål i 40 kampe fik han i 2019 kontrakt med den belgiske klub Union Saint-Gilloise, hvor det dog kun blev til en enkelt sæson, inden han vendte tilbage til Norge og Aalesund. Her fik han succes, idet han scorede 21 mål i 30 kampe og dermed var en vigtig brik i klubbens oprykning til den bedste række. I foråret 2022 spillede han yderligere 13 kampe og scorede syv mål for Aalesund.

### AGF
7. juli 2022 købte AGF ham til førsteholdet i den danske superliga. Opholdet blev ikke nogen stor succes i den første sæson, og i august 2023 lejede AGF Haugen ud til hollandske NAC Breda for et år.

### Breda
Haugen fik en enkelt sæson i Breda, hvor han spillede 33 ligakampe og scorede ti mål. Det var medvirkende til, at klubben vendte tilbage til den bedste hollandske række.

### Hansa Rostock
Efter at have spillet et par kampe for AGF i den følgende sæson blev han igen lejet ud, denne gang til tyske Hansa Rostock, hvor han spillede resten af sæsonen 2024-2025 og blev klubbens topscorer med ti mål.

### TSV 1860 München
Efter lejeopholdet i Rostock solgte AGF Haugen til en anden tysk klub, TSV 1860 München I juli 2025.